# I ribelli del Volga
I ribelli del Volga (in ciuvascio: Атăл пăлхавçисем  - Atăl pălhavçisem) è un film del 1926 diretto da Pavel Petrovič Petrov-Bytov. Il film è stato girato in Ciuvascia ed è andato perduto. La prima proiezione avvenne il 22 giugno 1926.
L'idea di distruggerlo fu presa dall'Ufficio Regionale Autonomo della Repubblica Socialista Sovietica Ciuvascia.

## Trama
Il film è stato girato per le celebrazioni della prima Rivoluzione Russa.
(Giornale Канаш (Kanaš))
Khoury, un agricoltore rivoluzionario, è arrestato. Gli altri contadini ciuvasci tentano di liberarlo. Le truppe zariste, comandate da Kazan, fermano col sangue la ribellione diretta da Kobeko, Vice-Governatore.
Koury pensa ad evadere, e su consiglio di Kobeko, lancia una bomba, ma fallisce il tentativo e fugge all'Estero. Liberato dopo la Rivoluzione del 1917, verrà ucciso dopo essere stato catturato dalla truppe di Kazan.